# Rhodothamnus chamaecistus
Rhodothamnus chamaecistus là một loài thực vật có hoa trong họ Thạch nam. Loài này được (L.) Rchb. miêu tả khoa học đầu tiên năm 1827.

## Hình ảnh

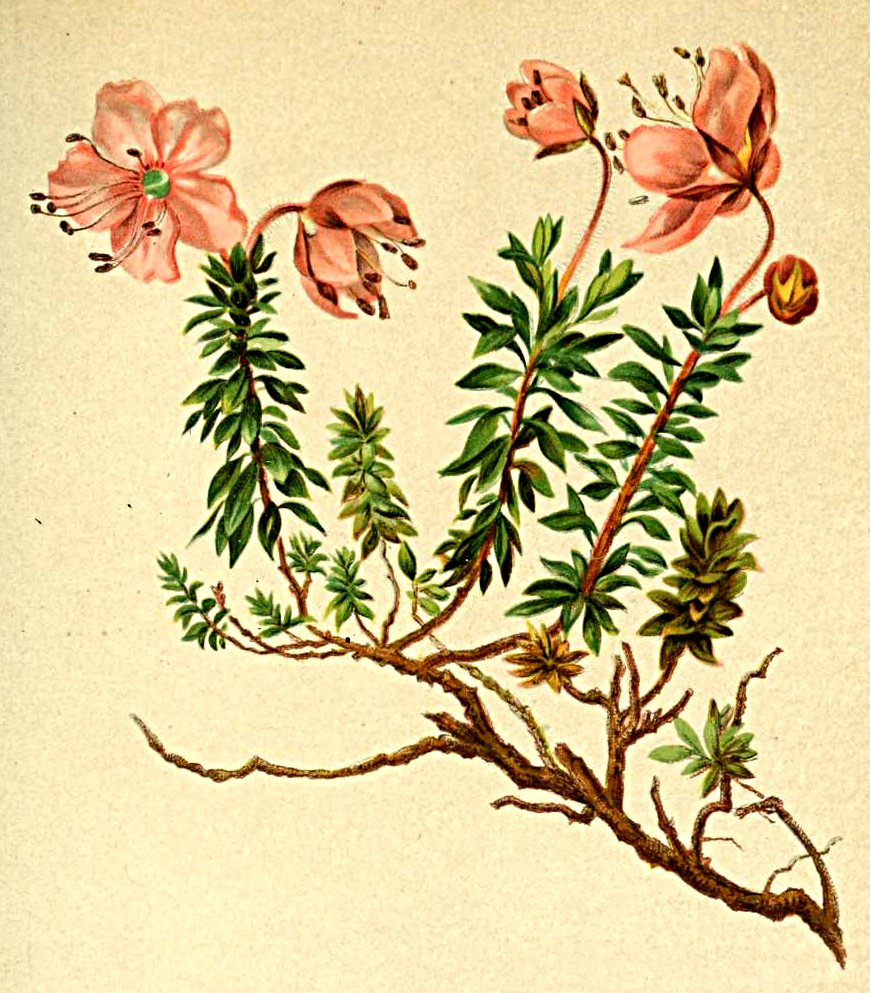
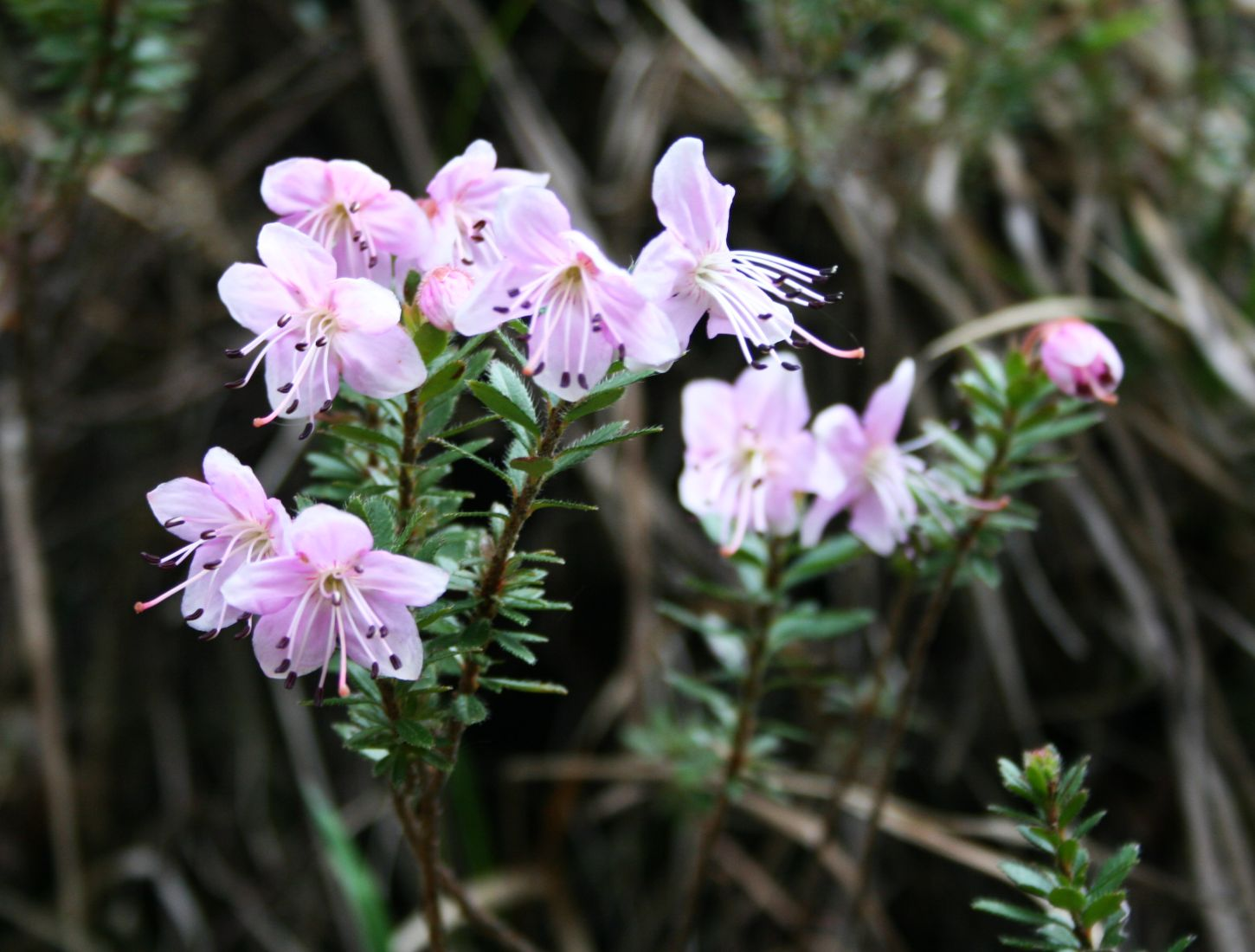
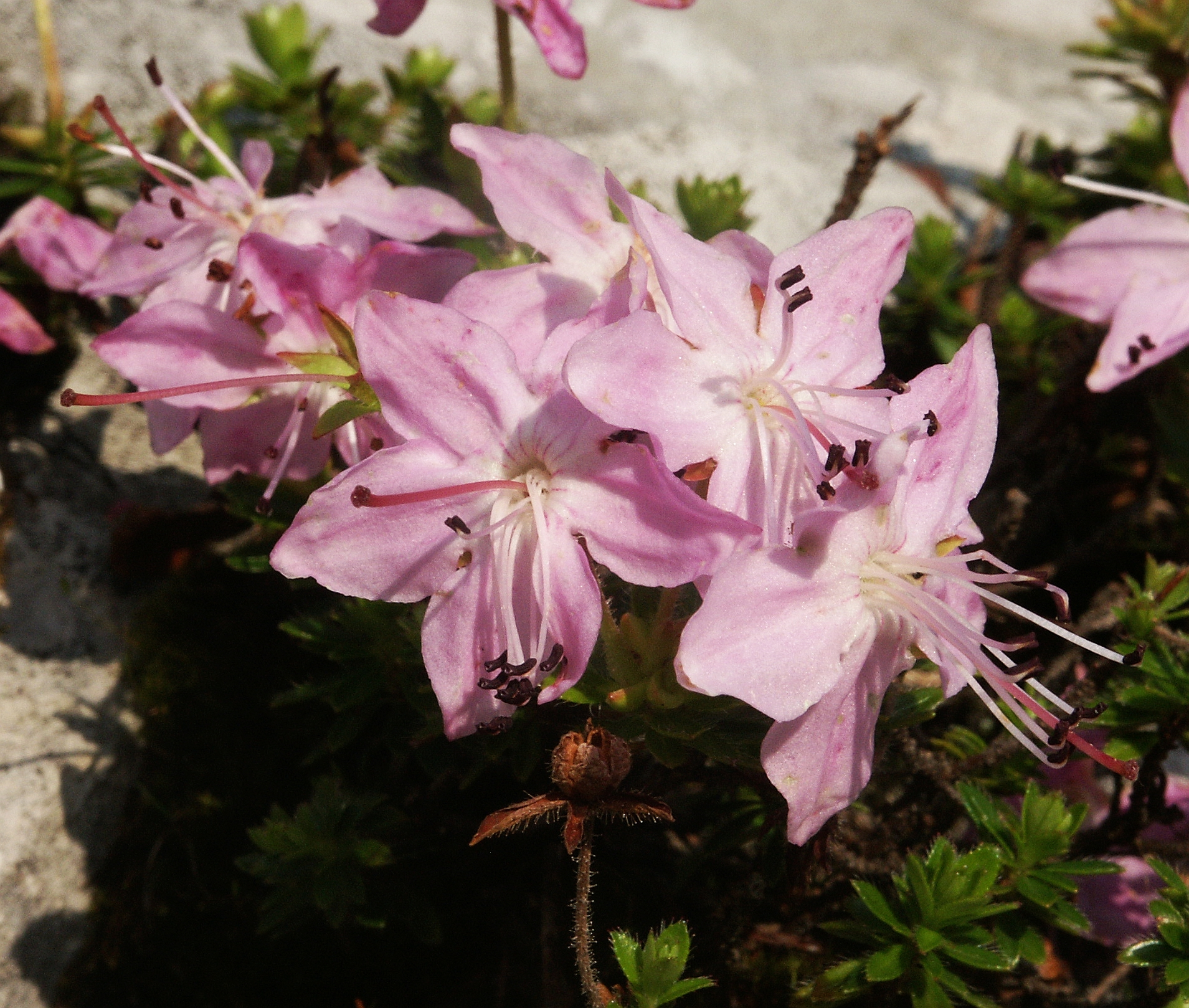
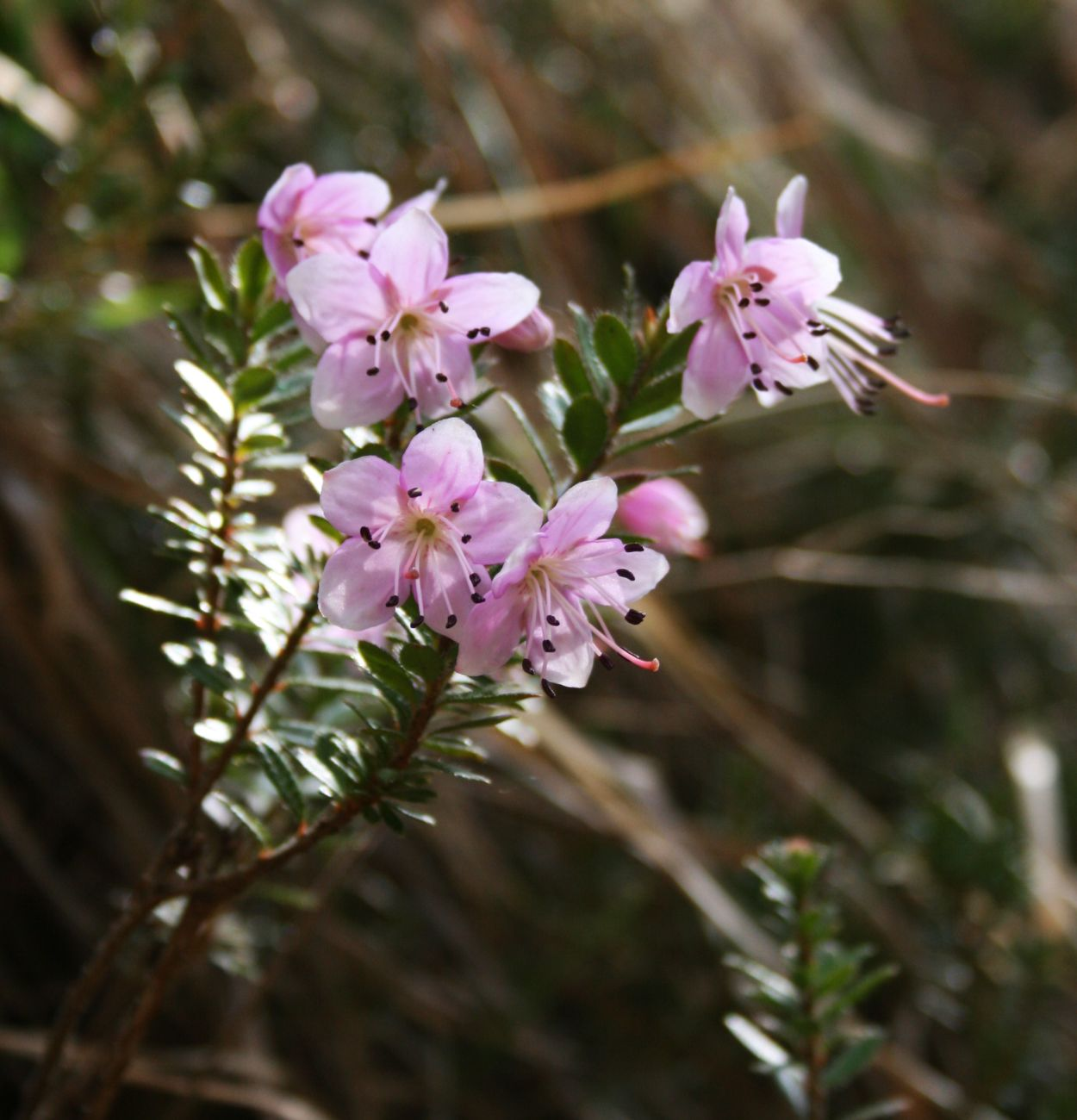